# Robb Kulin
Robb Michael Kulin (Anchorage, 7 dicembre 1983) è un ex astronauta e ingegnere statunitense.

## Vita privata
Kulin è nato e cresciuto a Anchorage in Alaska, dove i suoi genitori Stephen e Karen Kulin ancora vivono. Ha due sorelle, Kristi e Tara. Ha la patente di pilota privato e nel tempo libero si diverte a suonare il piano, fotografare, correre, andare in bici, sciare fuori pista e fare immersioni. Nel 2013 non ha passato la selezione per il Gruppo 21 degli astronauti NASA.

## Biografia
Dopo essersi diplomato alla Robert Service High School ad Anchorage, si è laureato in ingegneria meccanica all’Università di Denver e ha conseguito un master in scienza dei materiali e un dottorato in ingegneria all’Università della California a San Diego. Ha avuto esperienze lavorative come trivellatore di ghiacci sulla parte occidentale dell’Antartide e nel Ghiacciaio Taylor e come pescatore commerciale a Chignik. 
Al momento della selezione per astronauti, Kulin era un senior manager incaricato di valutare l’affidabilità al volo di SpaceX, guidando il Launch Chief Engineering group a Hawthorne in California, dove ha lavorato dal 2011.

## Carriera alla NASA
È stato selezionato nel Gruppo 22 degli astronauti NASA il 7 giugno 2017. Ad agosto 2017 ha preso servizio al Johnson Space Center della NASA per iniziare i due anni di addestramento base come candidato astronauta, alla conclusione di questo sarà assegnabile per le missioni spaziali. Il 31 agosto 2018, dopo poco più di un anno di addestramento, Kulin lascia la NASA per motivi personali. Era da 50 anni che un candidato astronauta non lasciava l'Agenzia prima di completare l'addestramento base, precedentemente avvenne con il candidato astronauta del Gruppo 6 Anthony Llewellyn nel 1968.